# Croix de Vézelay
La croix de Vézelay est une croix de chemin située à Vézelay, en France.

## Localisation
La croix de chemin est située dans le département français de l'Yonne, sur la commune de Vézelay.

## Historique
L'édifice est inscrit au titre des monuments historiques en 1929.